# ماكس مانينغ
ماكس مانينغ (بالإنجليزية: Max Manning)‏ هو لاعب كرة قاعدة أمريكي، ولد في 18 نوفمبر 1918 في روما في الولايات المتحدة، وتوفي في 23 يونيو 2003 في بليسنتفيل في الولايات المتحدة.